# Bactrocera nigrescens
Bactrocera nigrescens är en tvåvingeart som först beskrevs av Drew 1968.  Bactrocera nigrescens ingår i släktet Bactrocera och familjen borrflugor. Inga underarter finns listade.